# Convocazioni alla Coppa panamericana femminile di pallavolo 2014
Elenco delle giocatrici convocate per la Coppa panamericana 2014.

## Argentina
| N° | Nome               | Ruolo | Data di nascita   | Squadra           |
| -- | ------------------ | ----- | ----------------- | ----------------- |
| -  | Guillermo Orduna   | All   | 24 agosto 1957    | -                 |
| 2  | Tanya Acosta       | S     | 11 marzo 1991     | Gimnasia La Plata |
| 3  | Yamila Nizetich    | S     | 27 gennaio 1989   | Beşiktaş          |
| 6  | Elina Rodríguez    | S     | 11 febbraio 1997  | Trebolense        |
| 7  | Natalia Aispurúa   | C     | 20 dicembre 1991  | Boca Juniors      |
| 8  | Sol Piccolo        | S     | 11 settembre 1996 | Vélez Sarsfield   |
| 10 | Emilce Sosa        | C     | 11 settembre 1987 | Știința Bacău     |
| 12 | Tatiana Rizzo      | L     | 30 dicembre 1986  | Boca Juniors      |
| 13 | Leticia Boscacci   | O     | 8 novembre 1985   | Soverato          |
| 14 | Josefina Fernández | S     | 17 agosto 1991    | Gimnasia La Plata |
| 16 | Florencia Busquets | C     | 27 giugno 1989    | Alba-Blaj         |
| 17 | Antonela Curatola  | P     | 23 ottobre 1991   | Vélez Sarsfield   |
| 18 | Yael Castiglione   | P     | 27 settembre 1985 | Geraldo Magela    |

## Canada
| N° | Nome                     | Ruolo | Data di nascita | Squadra           |
| -- | ------------------------ | ----- | --------------- | ----------------- |
| -  | Arnd Ludwig              | All   | 15 gennaio 1967 | -                 |
| 1  | Janie Guimond            | L     | 11 aprile 1984  | Terville Florange |
| 2  | Lisa Barclay             | S     | 7 giugno 1992   | British Columbia  |
| 3  | Brittney Page            | O     | 4 febbraio 1984 | Potsdam           |
| 4  | Kyla Richey              | S     | 20 giugno 1989  | Yeşilyurt         |
| 5  | Danielle Smith           | P     | 29 aprile 1990  | Canada            |
| 6  | Kelci French             | P     | 28 gennaio 1990 | AEK Larnaca       |
| 7  | Marie-Pier Murray-Méthot | S     | 23 marzo 1986   | Potsdam           |
| 10 | Marisa Field             | C     | 10 luglio 1987  | Suhl              |
| 11 | Tesca Andrew-Wasylik     | L     | 11 agosto 1990  | Canada            |
| 13 | Marie-Sophie Nadeau      | S     | 10 ottobre 1989 | Montréal          |
| 14 | Lucille Charuk           | C     | 13 agosto 1989  | Kamnik            |
| 15 | Rebecca Pavan            | C     | 17 aprile 1990  | MTV Stoccarda     |

## Colombia
| N° | Nome                  | Ruolo | Data di nascita   | Squadra             |
| -- | --------------------- | ----- | ----------------- | ------------------- |
| -  | Mauro Marasciulo      | All   | 21 agosto 1962    | -                   |
| 1  | Amanda Coneo          | S     | 20 dicembre 1996  | -                   |
| 2  | Yeisy Soto            | C     | 7 aprile 1996     | Bolívar             |
| 3  | Daniela Castro        | C     | 5 giugno 1993     | -                   |
| 4  | Margarita Martínez    | S     | 19 maggio 1995    | Valle del Cauca     |
| 8  | Ana Isabel Manjarres  | P     | 16 luglio 1991    | -                   |
| 9  | Yuranny Romaña        | C     | 4 ottobre 1989    | Antioquia           |
| 10 | Diana Arrechea        | S     | 14 settembre 1994 | Forlì               |
| 11 | Danna Escobar         | O     | 25 gennaio 1994   | Robur Tiboni Urbino |
| 12 | Ivonne Montaño        | C     | 12 novembre 1995  | Valle del Cauca     |
| 13 | Camila Gómez          | L     | 6 luglio 1995     | Valle del Cauca     |
| 15 | María Alejandra Marín | P     | 4 novembre 1995   | Bolívar             |
| 17 | Wanda Baguero         | S     | 28 settembre 1992 | Valle del Cauca     |

## Costa Rica
| N° | Nome              | Ruolo | Data di nascita   | Squadra       |
| -- | ----------------- | ----- | ----------------- | ------------- |
| -  | Horacio Néstor    | All   | -                 |               |
| 1  | Dionicia Thompson | P     | 9 giugno 1978     | UNA           |
| 3  | Viviana Murillo   | L     | 6 febbraio 1992   | Santa Bárbara |
| 4  | Johanna Gamboa    | C     | 23 novembre 1987  | UNED          |
| 6  | Ángela Willis     | S     | 26 gennaio 1977   | UNA           |
| 7  | Monica Muñoz      | S     | 20 dicembre 1995  | Tecnologico   |
| 10 | Paola Ramírez     | O     | 23 febbraio 1987  | UNED          |
| 11 | Daniela Vargas    | C     | 4 maggio 1996     | Santa Bárbara |
| 12 | Tatiana Sayles    | O     | 1º agosto 1997    | San José      |
| 14 | Irene Fonseca     | P     | 10 ottobre 1985   | UNED          |
| 15 | Marcela Araya     | L     | 24 settembre 1992 | San José      |
| 16 | Mijal Hines       | C     | 15 dicembre 1993  | Goicoechea    |
| 18 | Evelyn Sibaja     | S     | 5 febbraio 1993   | Santa Bárbara |

## Cuba
| N° | Nome             | Ruolo | Data di nascita  | Squadra       |
| -- | ---------------- | ----- | ---------------- | ------------- |
| -  | Juan Carlos Gala | All   | -                | -             |
| 2  | Regla Gracia     | S     | 28 giugno 1993   | Camagüey      |
| 3  | Alena Rojas      | C     | 9 agosto 1992    | Ciudad Habana |
| 4  | Melissa Vargas   | O     | 16 ottobre 1999  | Cienfuegos    |
| 5  | Yamila Hernández | P     | 8 novembre 1992  | Ciudad Habana |
| 6  | Daimara Lescay   | C     | 5 settembre 1992 | Guantánamo    |
| 9  | Dayessi Luis     | L     | 23 ottobre 1996  | Camagüey      |
| 10 | Emily Borrell    | L     | 19 febbraio 1992 | Villa Clara   |
| 11 | Gretell Moreno   | P     | 30 gennaio 1998  | Granma        |
| 14 | Dayami Sánchez   | S     | 14 marzo 1994    | Ciudad Habana |
| 16 | Yelennis Díaz    | C     | 14 ottobre 1995  | Villa Clara   |
| 18 | Sulian Matienzo  | S     | 14 dicembre 1994 | Ciudad Habana |
| 19 | Jennifer Álvarez | S     | 19 novembre 1993 | Cienfuegos    |

## Messico
| N° | Nome             | Ruolo | Data di nascita   | Squadra          |
| -- | ---------------- | ----- | ----------------- | ---------------- |
| -  | Jorge Azair      | All   | -                 | -                |
| 1  | Gema León        | C     | 11 marzo 1991     | Nuevo León       |
| 2  | Lizeth López     | L     | 14 maggio 1990    | Baja California  |
| 3  | Claudia López    | P     | 21 maggio 1994    | -                |
| 5  | Andrea Rangel    | O     | 19 maggio 1993    | Nuevo León       |
| 8  | Dulce Carranza   | C     | 29 giugno 1990    | Nuevo León       |
| 9  | Alejandra Segura | S     | 9 novembre 1993   | Nuevo León       |
| 10 | Lizbeth Sainz    | S     | 14 dicembre 1995  | Baja California  |
| 13 | Marion Frias     | O     | 19 gennaio 1982   | Distrito Federal |
| 14 | Claudia Ríos     | S     | 22 settembre 1992 | Tamaulipas       |
| 16 | Karla Sainz      | C     | 22 luglio 1993    | Baja California  |
| 17 | Zaira Orellana   | S     | 3 maggio 1989     | Jalisco          |
| 18 | Jazmin Hernández | P     | 18 settembre 1989 | Nuevo León       |

## Perù
| N° | Nome               | Ruolo | Data di nascita   | Squadra           |
| -- | ------------------ | ----- | ----------------- | ----------------- |
| -  | Natalia Málaga     | All   | 26 gennaio 1964   | César Vallejo     |
| 1  | Hilary Palma       | S     | 5 gennaio 1997    | Sporting Cristal  |
| 3  | Carla Rueda        | S     | 19 aprile 1990    | Deportivo Géminis |
| 5  | Shiamara Almeida   | P     | 19 febbraio 1996  | Sporting Cristal  |
| 6  | Alexandra Muñoz    | P     | 16 agosto 1992    | César Vallejo     |
| 7  | Andrea Urrutia     | C     | 31 maggio 1997    | San Martín        |
| 8  | Maguilaura Frías   | O     | 28 maggio 1997    | Sporting Cristal  |
| 9  | Raffaella Camet    | O     | 14 settembre 1992 | Sporting Cristal  |
| 11 | Clarivett Yllescas | C     | 11 agosto 1993    | César Vallejo     |
| 12 | Ángela Leyva       | S     | 22 novembre 1996  | San Martín        |
| 15 | Karla Ortiz        | S     | 20 ottobre 1991   | Sporting Cristal  |
| 16 | María Acosta       | L     | 25 maggio 1992    | Deportivo Géminis |
| 18 | Coraima Gomez      | C     | 9 agosto 1996     | Alianza Lima      |

## Porto Rico
| N° | Nome              | Ruolo | Data di nascita   | Squadra               |
| -- | ----------------- | ----- | ----------------- | --------------------- |
| -  | José Mieles       | All   | 2 giugno 1977     | Leonas de Ponce       |
| 2  | Shara Venegas     | L     | 18 settembre 1992 | Criollas de Caguas    |
| 3  | Vilmarie Mojica   | P     | 13 agosto 1985    | Criollas de Caguas    |
| 4  | Neira Ortiz       | O     | 6 luglio 1993     | Colorado              |
| 8  | Noami Santos      | S     | 29 novembre 1993  | Florida               |
| 9  | Áurea Cruz        | S     | 10 gennaio 1982   | Rabitə Baku           |
| 11 | Jennifer Nogueras | P     | 1º agosto 1991    | Washington            |
| 14 | Natalia Valentín  | P     | 12 settembre 1989 | Leonas de Ponce       |
| 16 | Alexandra Oquendo | C     | 3 febbraio 1984   | Criollas de Caguas    |
| 17 | Sheila Ocasio     | C     | 7 novembre 1982   | Valencianas de Juncos |
| 18 | Lynda Morales     | C     | 20 maggio 1998    | Minas                 |
| 20 | Vanessa Vélez     | O     | 29 agosto 1986    | Gigantes de Carolina  |

## Rep. Dominicana
| N° | Nome                | Ruolo | Data di nascita   | Squadra             |
| -- | ------------------- | ----- | ----------------- | ------------------- |
| -  | Marcos Kwiek        | All   | 18 luglio 1967    | -                   |
| 1  | Annerys Vargas      | C     | 7 agosto 1981     | Azəryol             |
| 4  | Marianne Fersola    | C     | 19 gennaio 1992   | César Vallejo       |
| 5  | Brenda Castillo     | L     | 5 gennaio 1992    | Rabitə Baku         |
| 7  | Niverka Marte       | P     | 19 ottobre 1990   | Rep. Dominicana     |
| 8  | Cándida Arias       | C     | 11 marzo 1992     | Primoročka          |
| 12 | Rosalín Ángeles     | P     | 23 luglio 1985    | Rep. Dominicana     |
| 13 | Erasma Moreno       | S     | 25 novembre 1991  | Mirador             |
| 16 | Yonkaira Peña       | S     | 10 maggio 1993    | Toray Arrows        |
| 17 | Gina Mambrú         | O     | 21 gennaio 1986   | Lancheras de Cataño |
| 18 | Bethania de la Cruz | S     | 13 maggio 1987    | GS Caltex Seoul     |
| 19 | Ana Binet           | L     | 9 febbraio 1992   | Samaná              |
| 20 | Brayelin Martínez   | S     | 11 settembre 1996 | Mirador             |

## Stati Uniti
| N° | Nome             | Ruolo | Data di nascita   | Squadra             |
| -- | ---------------- | ----- | ----------------- | ------------------- |
| -  | Jamie Morrison   | All   | -                 | -                   |
| 1  | Sonja Newcombe   | S     | 7 marzo 1988      | Tjumen              |
| 2  | TeTori Dixon     | C     | 4 agosto 1992     | Rabitə Baku         |
| 6  | Molly Kreklow    | P     | 17 febbraio 1992  | Missouri            |
| 7  | Cassidy Lichtman | S     | 25 maggio 1989    | Lokomotiv Baku      |
| 11 | Natalie Hagglund | L     | 1º luglio 1992    | Southern California |
| 13 | Carli Lloyd      | P     | 6 agosto 1989     | Imoco               |
| 15 | Bailey Webster   | O     | 21 luglio 1991    | Texas               |
| 16 | Chloe Ferrari    | C     | 21 luglio 1992    | San Diego           |
| 17 | Kelly Reeves     | S     | 7 marzo 1988      | UC Los Angeles      |
| 18 | Juliann Faucette | O     | 25 novembre 1989  | Guangdong Hengda    |
| 19 | Regan Hood       | S     | 10 agosto 1983    | İlbank              |
| 21 | Cursty Jackson   | C     | 11 settembre 1990 | Rabitə Baku         |

## Trinidad e Tobago
| N° | Nome                  | Ruolo | Data di nascita | Squadra      |
| -- | --------------------- | ----- | --------------- | ------------ |
| -  | Francisco Cruz        | All   | -               | -            |
| 2  | Jalicia Ross          | C     | 26 luglio 1984  | Glamorgan    |
| 3  | Channon Thompson      | S     | 29 marzo 1994   | Évreux       |
| 4  | Krystle Esdelle       | O     | 1º agosto 1984  | CSM Bucarest |
| 6  | Sinead Jack           | C     | 8 novembre 1993 | Uraločka     |
| 7  | Marisha Herbert       | S     | 27 giugno 1993  | Glamorgan    |
| 8  | Darlene Ramdin        | S     | 5 agosto 1989   | Glamorgan    |
| 9  | Rheeza Grant          | S     | 10 agosto 1986  | UTT          |
| 10 | Courtnee-Mae Clifford | L     | 6 luglio 1990   | UTT          |
| 11 | Malika Yorke          | S     | 7 gennaio 1995  | Glamorgan    |
| 12 | Renele Forde          | P     | 6 agosto 1990   | Technocrats  |
| 15 | Abby Blackman         | O     | 15 giugno 1984  | UTT          |
| 18 | Rechez Lindsay        | S     | 19 gennaio 1994 | Holy Name    |